# Lars Simonsson
Lars Bertel Simonsson, född 2 januari 1916 i Karlskrona amiralitetsförsamling, Blekinge län, död 20 mars 1990 i Lidingö, Stockholms län, var en svensk jurist.
Lars Simonsson var son till viceamiralen Hans Simonsson och dennes hustru Greta, född Holm. Han studerade vid Stockholms högskola, där han blev jur.kand. 1940. Efter tingstjänstgöring 1941–1943 utnämndes Simonsson till fiskal i Svea hovrätt 1944, var tingssekreterare i Södertörns domsaga 1945–1948 och blev e.o. assessor i Svea hovrätt 1950. Han var t.f. tingsdomare i Medelpads östra domsaga 1950–1951 och blev t.f. byråchef vid Priskontrollnämnden 1952. Lars Simonsson utnämndes till revisionssekreterare 1956 och började året därpå tjänstgöra i Justitiedepartementet, blev hovrättsråd i Svea hovrätt 1959, byråchef i Justitiedepartementet 1960 och departementsråd 1965.
Han var regeringsråd 1967–1983 och utnämndes 1982 till ordförande på avdelning i Regeringsrätten. Som regeringsråd tjänstgjorde han som ledamot i lagrådet 1975–1977.
1984 blev Lars Simonsson ordförande för Sällskapet Pro Patria